# Corporate Ministry
Corporate Ministry was een stable van professioneel worstelaars dat actief was in de World Wrestling Federation (WWF) in 1999. De stable bestond uit leden van de The Corporation en de Ministry of Darkness.

## Leden
- Leiders
  - The Undertaker
  - Shane McMahon
  - Vince McMahon

- Worstelaars
  - The Acolytes (Bradshaw en Faarooq)
  - Paul Bearer
  - Big Bossman
  - Chyna
  - The Mean Street Posse (Joey Abs, Pete Gas en Rodney)
  - Mideon
  - Triple H
  - Viscera

## Prestaties
- World Wrestling Federation
- WWF Championship (1 keer) - The Undertaker
- WWF Tag Team Championship (2 keer) - The Acolytes
- WWF European Championship (2 keer) - Shane McMahon (1x), Mideon (1x)
- WWF Hardcore Championship (1 keer) – Big Boss Man